# Gerd Hankel

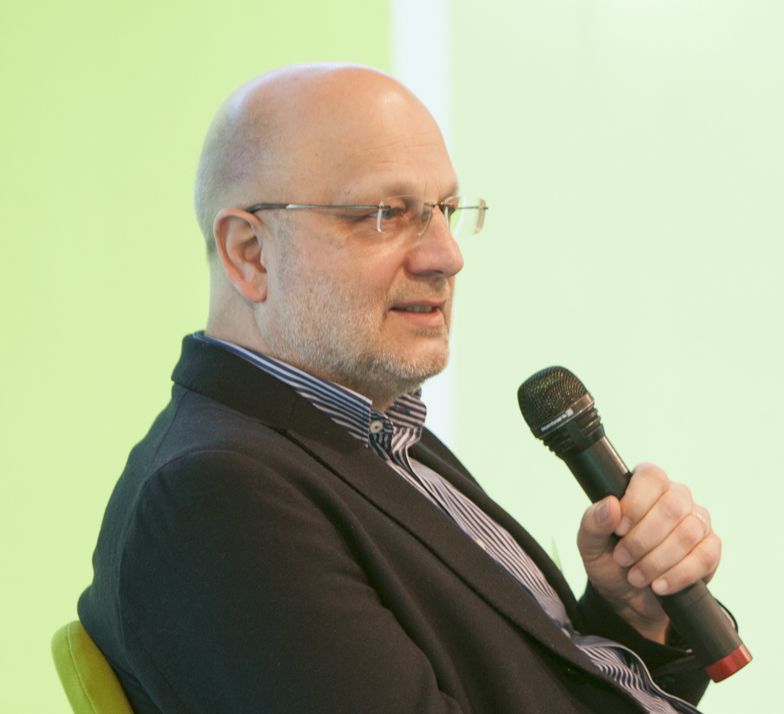
Gerd Hankel, 2015

Gerd Hankel (* 1957 in Büderich bei Wesel) ist Jurist, Völkerrechtler, Übersetzer und Sprachwissenschaftler.

## Leben
Seit 1998 ist Hankel wissenschaftlicher Mitarbeiter der Hamburger Stiftung zur Förderung von Wissenschaft und Kultur. Zwischen Dezember 1999 und Dezember 2001 war er wissenschaftlicher Mitarbeiter im Team der Wehrmachtsausstellung zu den Verbrechen der Wehrmacht mit dem Titel Dimensionen des Vernichtungskrieges 1941–1944.
Seit 2002 untersucht er den Völkermord in Ruanda, wobei er insbesondere die Arbeit der so genannten Gacaca-Gerichte beobachtete und bewertete.
Sein Buch über Leipziger Prozesse, also die strafrechtliche Verfolgung deutscher Kriegsverbrechen im Ersten Weltkrieg, ist das Standardwerk über diese Geschehnisse. 2020 erschien das Buch Das Dilemma, "Entwicklungshilfe" in Afrika, ein Erfahrungsbericht, in dem der Völkerrechtler Gerd Hankel die Entwicklungshilfe in Afrika hinterfragt und Denkanstöße gibt, wie die Zusammenarbeit zwischen Nord und Süd besser laufen könnte. In den Ländern südlich der Sahara ist nach seiner Bestandsaufnahme Korruption, Klientelismus und Inkompetenz in der Gesellschaft breit vertreten. Wichtig ist ihm, dass die Geberländer die Einhaltung der Menschenrechte zum Entscheidungskriterium für Entwicklungshilfe machen.

## Projekte und wissenschaftliche Tagungen
- Tagung: Reconnaître les Justes et leurs actes dans le génocide des Tutsi afin de bâtir un avenir meilleur, Konferenz, 13. Dezember 2007 in Kigali (Ruanda)
- Tagung: Vergleichbarkeit von Völkermorden, 16. Dezember 2004
- Deadly Neighbors, internationale Konferenz in Haifa, vom 2.–3. November 2003
- Untersuchung der juristischen Aufarbeitung des Völkermords in Ruanda auf internationaler, nationaler und lokaler Ebene

## Publikationen (Auswahl)
- mit Gerhard Stuby (Hrsg.): Strafgerichte gegen Menschheitsverbrechen. Völkerstrafrecht 50 Jahre nach den Nürnberger Prozessen. Hamburger Edition, Hamburg 1995, ISBN 3-930908-10-7.
- Die Leipziger Prozesse. Deutsche Kriegsverbrechen und ihre strafrechtliche Verfolgung nach dem Ersten Weltkrieg. Hamburger Edition HIS Verlagsgesellschaft, Hamburg 2003, ISBN 3-930908-85-9.
- Die UNO. Idee und Wirklichkeit. Hamburger Edition HIS Verlagsgesellschaft, Hamburg 2006, ISBN 3-936096-64-3.
- (Hrsg.): Die Macht und das Recht. Beiträge zum Völkerrecht und zum Völkerstrafrecht am Beginn des 21. Jahrhunderts. Hamburger Edition HIS Verlagsgesellschaft, Hamburg 2008, ISBN 978-3-936096-83-5.
- Das Tötungsverbot im Krieg. Ein Interventionsversuch. Hamburger Edition HIS Verlagsgesellschaft, Hamburg  2011, ISBN 978-3-86854-224-0.
- Ruanda. Leben und Neuaufbau nach dem Völkermord. Wie Geschichte gemacht und zur offiziellen Wahrheit wird. Zu Klampen, Springe 2016, ISBN 978-3-86674-539-1.
- Ruanda 1994 bis heute. Vom Umgang mit einem Völkermord. Zu Klampen, Springe 2019, ISBN 978-3-86674-590-2.
- Das Dilemma, "Entwicklungshilfe" in Afrika, ein Erfahrungsbericht. Zu Klampen, Springe 2020, ISBN 978-3866746077.
- Putin vor Gericht?: Möglichkeiten und Grenzen internationaler Strafjustiz. Zu Klampen, Springe 2022, ISBN 978-3866748361.
- mit Susanne Fischer, Wolfgang Knöbl (Hg.): Die Gegenwart der Gewalt. Festschrift für Jan Philipp Reemtsma. Zu Klampen, Springe 2022 (2 Bände), ISBN 978-3-866-74839-2.

Zeitschriften
- „Wir möchten, dass ihr uns verzeiht.“ – Die Anfänge der Gacaca-Justiz in Ruanda. Artikel von Gerd Hankel in: Ruanda Revue 2/2002, S. 16–21.
- Die Gacaca-Justiz. Artikel von Gerd Hankel vom 2. April 2004.
- Niemand hat etwas gesehen. Artikel von Gerd Hankel über die Gacaca-Tribunale in Ruanda vom 7. April 2004.
- An der Realität vorbei. Ruanda dreizehn Jahre nach dem Genozid, in: der überblick. 1+2/2007, S. 78–87.

Interviews
- Ruanda: „Eine vollständige Aufarbeitung des Völkermords ist unmöglich“  Interview mit Gerd Hankel über die Gacaca-Tribunale in: Zeitschrift für Entwicklung und Zusammenarbeit 04/2004.

## Einzelnachweis
1. ↑  Süddeutsche Zeitung: Genauer hinschauen. Abgerufen am 31. März 2020.

| Personendaten    | Personendaten                              |
| ---------------- | ------------------------------------------ |
| NAME             | Hankel, Gerd                               |
| KURZBESCHREIBUNG | deutscher Jurist und Sprachwissenschaftler |
| GEBURTSDATUM     | 1957                                       |
| GEBURTSORT       | Büderich/Wesel                             |